# Jawan (película)
Jawan (/dʒʌwɑːn/ transl. Soldier) es una película de suspenso y acción en hindi, lanzada en 2023, que fue coescrita y dirigida por Atlee, marcando su debut en el cine hindi. La producción corre a cargo de Gauri Khan y Gaurav Verma bajo Red Chillies Entertainment. Shah Rukh Khan desempeña un papel doble, interpretando a un padre y a su hijo, quienes se unen para corregir la corrupción en la sociedad. La película también cuenta con la participación de Nayanthara, Vijay Sethupathi, Deepika Padukone (anunciada como una aparición especial), Priyamani y Sanya Malhotra en roles secundarios.
La filmación principal de la película comenzó en septiembre de 2021 y se llevó a cabo en diversas ubicaciones, incluyendo Pune, Mumbai, Hyderabad, Chennai, Rajasthan y Aurangabad. La banda sonora y la música de fondo de la película fueron compuestas por Anirudh Ravichander, con la dirección de fotografía a cargo de GK Vishnu y la edición a cargo de Ruben. Hubo algunas escenas que se rodaron simultáneamente para la versión en tamil de la película, en particular la aparición de Khan en la canción "Zinda Banda" (conocida como "Vandha Edam" en tamil), partes interpretadas por Sethupathi y las escenas que involucraron a Yogi Babu. 
Inicialmente, se había programado el estreno de Jawan para el 2 de junio de 2023, pero se pospuso debido a trabajos de posproducción pendientes. Finalmente, la película llegó a los cines el 7 de septiembre de 2023 en varios formatos, incluyendo estándar, IMAX, 4DX y otros formatos premium, coincidiendo con la festividad de Janmashtami. Jawan fue muy elogiada por la crítica, que destacó las actuaciones del elenco, el guion, las secuencias de acción y la banda sonora.La película batió varios récords de taquilla en la industria del cine hindi, superando incluso a la película anterior de Khan, Pathaan (2023). Con una recaudación que superó las ₹rupias, Jawan se convirtió en la película india más taquillera de 2023, la segunda película en hindi más exitosa y la quinta película india más taquillera en general.

## Reparto
- Shah Rukh Khan en un papel doble como
  - Capitán Vikram Rathore, un ex-comando
  - Azad, el carcelero de una prisión de mujeres y el hijo de Vikram
- Nayanthara como Narmada Rai, la líder de Force One
- Vijay Sethupathi como Kalee Gaikwad, un traficante de armas
- Deepika Padukone como Aishwarya Rathore, esposa de Vikram (aparición especial)
- Priyamani como Lakshmi
- Sanya Malhotra como Dr. Eeram
- Sunil Grover como Irani
- Riddhi Dogra como Kaveri, madre adoptiva de Azad
- Sanjeeta Bhattacharya como Helena, una hacker ética
- Girija Oak como Ishkra, una artista
- Lehar Khan como Kalki
- Aaliyah Qureishi como Jahnvi
- Mukesh Chhabra como Pappu
- Yogi Babu como Pappu (versión en tamil)
- Eijaz Khan como Manish Gaikwad, hermano de Kalee
- Sangay Tsheltrim como Juju
- Seeza Saroj Mehta como Suji Rai, hija de Narmada
- Priyansh Vatiani y Arijit Gaurav como Joven Azad
- Utsav Narula como Mahaveer Jain
- Viraj Ghelani como Dubey
- Bharat Raj como Irai Anbu
- Kenny Basumatary como Naazir Ahmed
- Jaffer Sadiq como Sudhir
- Naresh Gossain como Ministro de Agricultura
- Ashwin Kaushal como Ministro de Salud
- Sukhi Garewal como Murad (Voz de Manoj Pandey)
- Abhishek Deswal como Abdul
- Sai Dheena como matones de Kalee
- Ashlesha Thakur como Alia Gaikwad, hija de Kalee
- Smita Tambe como madre de Kalki
- Omkar Das Manikpuri como padre de Kalki
- Vivek Raghuvanshi como Comando Alif
- Ravindra Vijay como Mukund Menon, Coleccionista de Distrito
- Sharad Vyas como Juez
- Dorendro Loitongbam como Médico del Pueblo
- Abiral Limboo como Juju joven
- Sanjay Dutt como oficial de la Fuerza de Tareas Especiales Madhavan Naik (aparición especial)
- Atlee como él mismo en la canción "Zinda Banda" (cameo)

## Producción

### Desarrollo
A fines de 2019, surgieron rumores acerca de una posible colaboración entre Shah Rukh Khan y el director de cine tamil Atlee. La confirmación del proyecto llegó por parte de Atlee mientras promocionaba su película "Bigil". Durante el confinamiento debido al COVID-19 en la India en 2020, Atlee narró la historia a Khan a través de una llamada de Zoom. En mayo de 2021, se informó que el rodaje comenzaría próximamente. La película está producida por Gauri Khan bajo Red Chillies Entertainment, con Gaurav Verma actuando como coproductor. La empresa hizo un anuncio público el 3 de junio de 2022, confirmando oficialmente el proyecto. La película se realizó con un presupuesto de 300 millones de rupias.
Atlee coescribió el guion de la película en su cuarta colaboración consecutiva con el director S. Ramana Girivasan. Los diálogos fueron contribuidos por Sumit Arora. Además, Atlee mantuvo a la mayoría de sus habituales colaboradores técnicos, como el director de fotografía GK Vishnu, el editor Ruben, el director de arte T. Muthuraj y el director de especialistas Anal Arasu. También se sumaron al equipo de especialistas Spiro Razatos, Craig Macrae, Yannick Ben, Kecha Khamphakdee y Sunil Rodrigues. En cuanto a la coreografía de las escenas de baile en la película, se contó con la participación de destacados coreógrafos como Farah Khan, Vaibhavi Merchant, Shobi y Lalitha.

### Rodaje
La fotografía principal de Jawan comenzó en septiembre de 2021 en Pune. Entre el 30 de agosto y el 15 de septiembre de 2021, se filmaron algunas escenas de la película en la estación de metro Sant Tukaram Nagar en Pune, utilizando el metro de Pune como escenario. Esta estación en particular también apareció en el cartel promocional de la película, donde Khan se encuentra sentado en la estación de metro. Vale la pena mencionar que esta película marcó el primer rodaje realizado en el metro de Pune. Luego, Khan retomó el rodaje en junio de 2022 en Hyderabad. En ese momento, tanto Shah Rukh Khan como Nayanthara se unieron al equipo de rodaje durante un período de 10 días. Nayanthara se unió a la agenda de Mumbai el 26 de junio de 2022, después de su matrimonio. Durante este período, se filmaron algunas secuencias familiares de la película.

### Medios domésticos
Los derechos de transmisión digital de Jawan se vendieron a Netflix por una cifra de varios millones de rupias. La versión extendida de la película se lanzará en la plataforma en hindi, tamil y telugu. Además, los derechos de transmisión por satélite han sido adquiridos por Zee Network.

## Recepción

### Taquillas

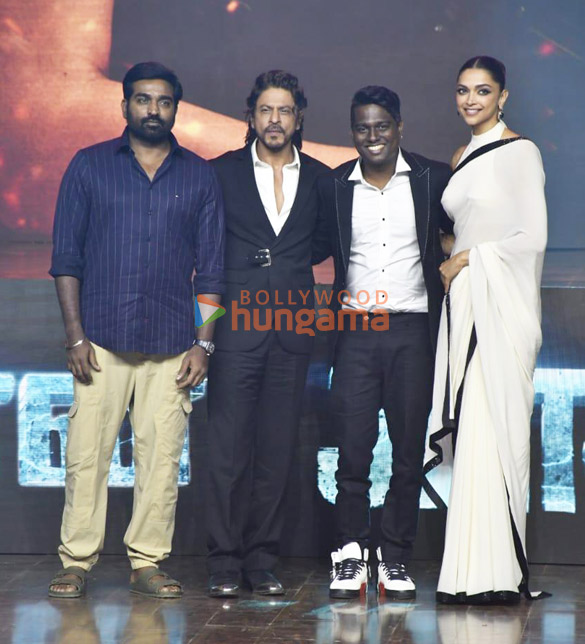
Sethupathi, Khan, Atlee y Padukone (izq.) en un evento para celebrar el éxito de taquilla de la película.

Hasta octubre de 2023, Jawan ha recaudado más de ₹733.63 crore (92 millones de dólares) en la India y ₹370 crore (46 millones de dólares) en el extranjero, lo que suma un total mundial de más de ₹1,103.63 crore (140 millones de dólares).

## Futuro
Después del exitoso estreno de la película, se anunció que habría una segunda parte. Khan mencionó la posibilidad de una secuela debido al éxito de la película. En una entrevista con Pinkvilla, Atlee confirmó oficialmente que la película efectivamente tendría una secuela y también reveló planes para desarrollar una película derivada centrada en el personaje de Vikram Rathore. Posteriormente, en septiembre de 2023, se informó que Atlee ya había comenzado a trabajar en el guion de la secuela, lo que emocionó a los fanáticos que esperaban continuar con la historia de esta emocionante película.